# Spartidium saharae
Spartidium saharae är en ärtväxtart som först beskrevs av Ernest Saint-Charles Cosson och Michel Charles Durieu de Maisonneuve, och fick sitt nu gällande namn av Auguste Nicolas Pomel. Spartidium saharae ingår i släktet Spartidium och familjen ärtväxter. Inga underarter finns listade i Catalogue of Life.